# 羅特霍恩峰

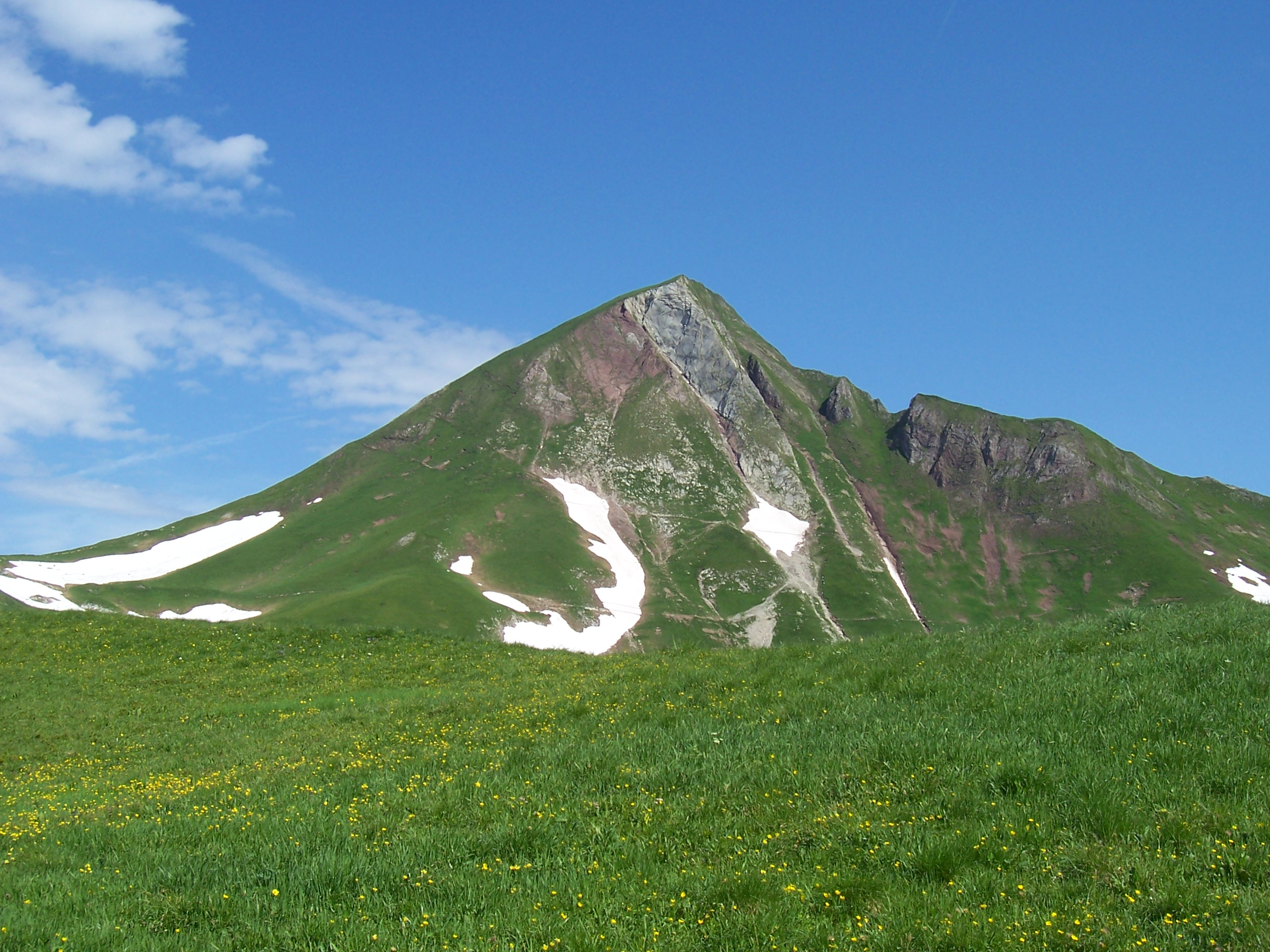

47°17′24″N 10°21′34″E / 47.29000°N 10.35944°E
羅特霍恩峰（德語：Rothornspitze），是奧地利的山峰，位於該國西部，由蒂羅爾州負責管轄，屬於阿爾高阿爾卑斯山脈的一部分，距離拉姆施塔爾峰1.2公里，海拔高度2,393米。